# 세르히오 로드리게스 (농구 선수)
세르히오 로드리게스 고메스(스페인어: Sergio Rodríguez Gómez, IPA: [ˈseɾxjo roˈðɾiɣeθ], 1986년 6월 12일~)는 스페인의 농구 선수로 포지션은 포인트 가드이다. 현재 리가 ACB의 팀인 레알 마드리드 발론세스토 소속으로 뛰고 있으며 이전에는 전미 농구 협회(NBA)의 포틀랜드 트레일블레이저스, 새크라멘토 킹스, 필라델피아 세븐티식서스 소속으로 뛰었다.
국제 대회에 스페인 대표팀 소속으로 참가했으며 2006년 세계 선수권 대회에서 우승을 차지했고 2012년 하계 올림픽에서 은메달, 2016년 하계 올림픽에서 동메달을 획득했다. 또한 유로바스켓에서 우승 1회(2015), 준우승 1회(2007), 3위 2회(2013, 2017)를 달성했다.